# Luigi Amabile
Luigi Amabile (né le 28 avril 1828 à Avellino et mort le 25 novembre 1892 à Naples) est un médecin, historien et un homme politique italien.

## Biographie
Il est député du royaume de Sardaigne durant la VIIe législature.
Il est député du royaume d'Italie durant la VIIIe législature et la IXe législature.

## Crédit d'auteurs
- (it) Cet article est partiellement ou en totalité issu de l’article de Wikipédia en italien intitulé « Luigi Amabile » (voir la liste des auteurs).